# Daniela Fra
Daniela Fra (* 29. Februar 2000) ist eine spanische Hürdenläuferin, die sich auf die 400-Meter-Distanz spezialisiert hat.

## Sportliche Laufbahn
Erste internationale Erfahrungen sammelte Daniela Fra im Jahr 2021, als sie bie den U23-Europameisterschaften in Tallinn mit 57,96 s im Halbfinale über 400 m Hürden ausschied. 2024 gewann sie bei den Ibero-Amerikanischen Meisterschaften in La Nucia in 55,73 s die Silbermedaille hinter der Puerto-Ricanerin Grace Claxton und anschließend schied sie bei den Europameisterschaften in Rom mit 56,27 s im Semifinale aus. Im Jahr darauf belegte sie mit der spanischen Mixed-Staffel über 4-mal 400 Meter bei den Halleneuropameisterschaften in Apeldoorn in 3:17,12 min den vierten Platz und gelangte auch mit der Frauenstaffel mit 3:25,68 min auf Rang vier. 
In den Jahren 2023 und 2024 wurde Fra spanische Meisterin im 400-Meter-Hürdenlauf sowie 2024 auch in der 4-mal-400-Meter-Staffel.

## Persönliche Bestleistungen
- 400 Meter: 54,12 s, 24. Juni 2023 in Madrid
  - 400 Meter (Halle): 51,64 s, 23. Februar 2025 in Madrid
- 400 m Hürden: 55,71 s, 9. Juni 2024 in Rom